# Жан Люрса
Жан Люрса (фр. Jean Lurçat, 1 липня 1892, Брюєр, Вогези — 6 січня 1966, Сен-Поль-де-Ванс, Приморські Альпи) — французький художник, що відродив і реформував мистецтво створення гобеленів. Малював картони для аррасів, займався керамікою, сценографією, робив ілюстрації до книжок і літографії. Художнє навчання не закінчив. Брат французького містобудівничого Андре Люрса.

## Початок шляху
Починав з вивчення медичних дисциплін, але переходить до опановування мистецтв. З 1912 р. займався в Школі красних мистецтв міста Нансі. Переїхав до Парижу, де навчався в академії Колароссі. Малював картини, робив графіку під впливом кубізму та сюрреалізму. Займався сценографією.

## Біографія
Вже в 1917 р. зробив перші ескізи (картони) для килимів-„Званий вечір в Гранаді“, «Гроза», які виткала його мати. Самотужки вивчав витвори середньовічних майстрів килимарства (цикл «Танжерський Апокаліпсіс» та ін.)
Присвятив своє життя відновленню гобеленів з 1939 р., коли разом з художником М. Громером та ткачем Ф. Табаром заснував ткацьку майстерню. Це було в місті Обюссон, департамент Крез, де був історичний центр створення килимів. Сам створив близько 1 000 картонів — ескізів для створення килимів.
Під час Другої світової війни він серед бійців французького Спротиву. Антивоєнна тема знайшла своє місце і в творах Жана Люрса (гобелен «Рекрут ста селищ»).
Гобелени Люрса прикрасили великі громадські будівлі («Апокаліпсіс» Люрса в церкві Нотр-Дам-де-Тут-Грас, в ратуші французького міста Анже(р)- «Пісня миру».)
Помер в містечку Сен-Поль-де-Ванс.

## Принципи Люрса для гобеленів

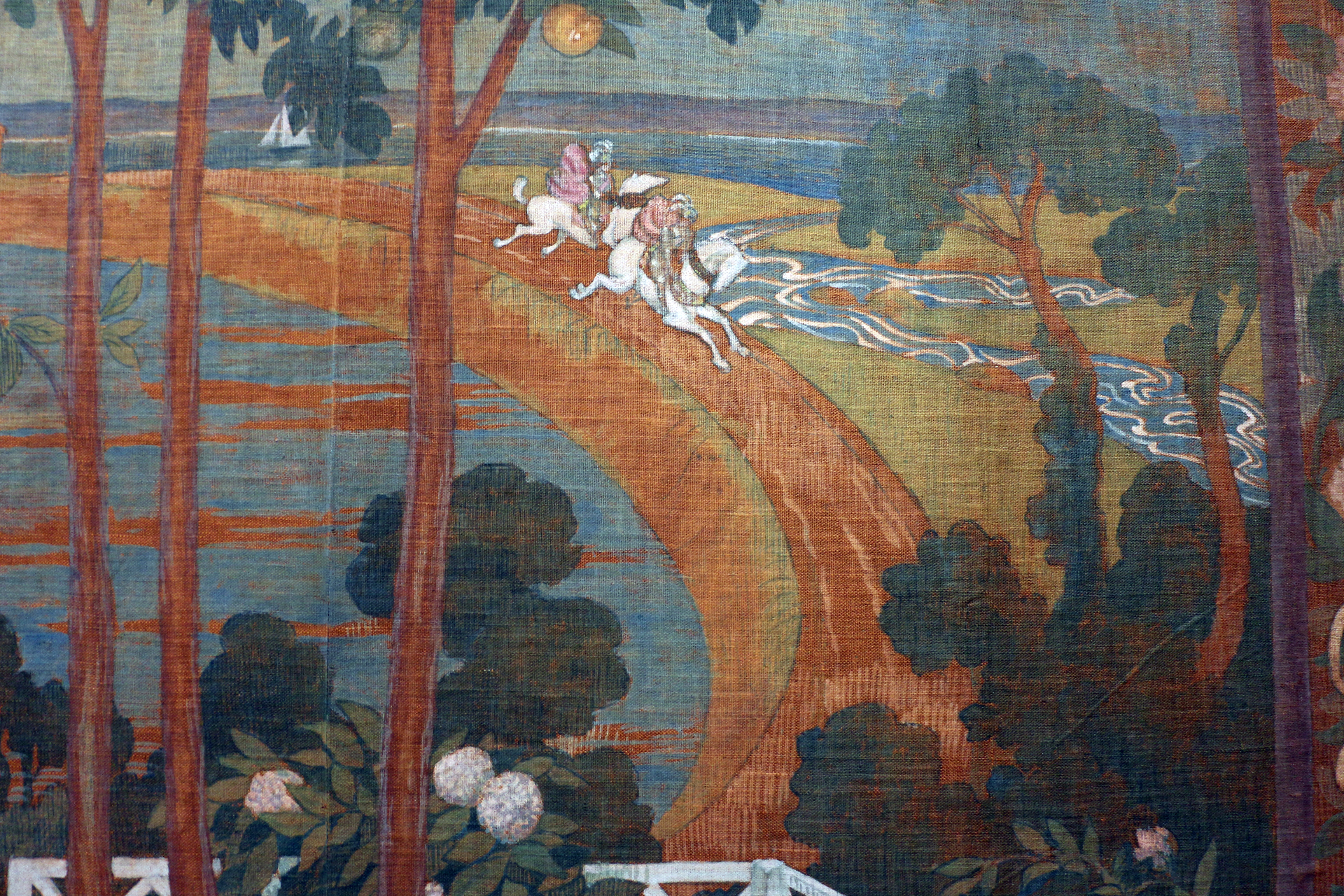
Моріс Дені. Ескіз-картон для майбутнього килима «Легенда про трьох принцес», 1898 р., Музей д'Орсе, Париж.

Вивчення витворів середньовічних майстрів Франції переконало митця, що треба повернутися до деяких принципів давніх майстрів. Так виникли чотири принципи Люрса для створення гобеленів.
- Не копіювати картин олійними фарбами. Килимарство-самостійний різновид мистецтва і не може через свою специфіку відтворювати ідеї так, як це роблять в живопису.
- Зберігати фактуру килима (тобто досить товсті нитки)
- Розміри аррасу співвідносяться з розмірами приміщення, де розмістять килим.
- Розміри картону(ескізу)майбутнього аррасу дорівнюють розмірам цього килима.

Сміливо вводив в картони і аррраси символи, декоративні елементи, написи, навіть рядки віршів. Деякі з аррасів Люрса вражають контрастами чистих фарб, більш притаманних вітражам.

## Люрса як суспільний діяч
З 1945 р. він створив асоціацію художників-картоньєрів Франції.
Завдяки Люрса, з 1961 р. виникає Міжнародний центр стародавньої і сучасної тапісерії СІТАМ в Лозанні. А з 1962 р. проводять Бієнналє тапісерії для показу досягнень в килимарстві.

## Головні твори
- «Зелені дівчата», 1916
- «Званий вечір в Гранаді»
- «Гроза»
- «Чотири пори року»,1940
- «Земля», 1943
- «Людина», 1946
- «Апокаліпсіс», 1948
- «Свобода», 1948

Жан Люрса. Гобелен «Свобода » з віршами Поля Елюара, 1948 р. Центр Жоржа Помпіду, Париж.

- «Відблиск вогню», 1950-і рр., Ермітаж, Санкт-Петербург
- «Небо», 1956
- «Рекрут ста селищ», Музей образотворчих мистецтв імені Пушкіна.
- «Сад поетів», 1955
- «Чотири стихії», 1961
- «Пісня миру», 1957—1963